# Jenix
Jenix ist eine deutsche Rockband aus Zittau. Die Band um die Sängerin Jenny Böttcher wurde 2003 gegründet und erlangte durch die Unterstützung von Silbermond sowie durch Auftritte bei Festivals und Siege bei Wettbewerben überregionale Bekanntheit. Ihr bekanntestes Lied Here We Go Again erschien 2011 als Single; einige Monate später folgte das Debütalbum Kill the silence.

## Geschichte
Die männlichen Mitglieder lernten sich in einer Big Band kennen, die von Heppers Vater geleitet wurde. Nachdem die drei Musiker Tobias Krostack, Ferdinand Hepper und Jan Linke die damals 14-jährige Jenny Böttcher als Sängerin gefunden hatten, wurde die neue Rockband mit der ersten Probe am 4. Juni 2003 gegründet. Bei den ersten Auftritten in ihrer Heimatstadt und im benachbarten Jonsdorf spielten sie nur Coverversionen. Im Jahr 2004 entstand der Name „Jenix“ und die Band verfasste ihre eigenen Lieder, zunächst in englischer und deutscher Sprache. Silbermond entdeckte Jenix als Supportact, unter anderem für ein gemeinsames Benefizkonzert in Schmochtitz, das sich zu einem jährlichen Ereignis entwickelte. 2005 war Jenix außerdem Vorband der H-Blockx.

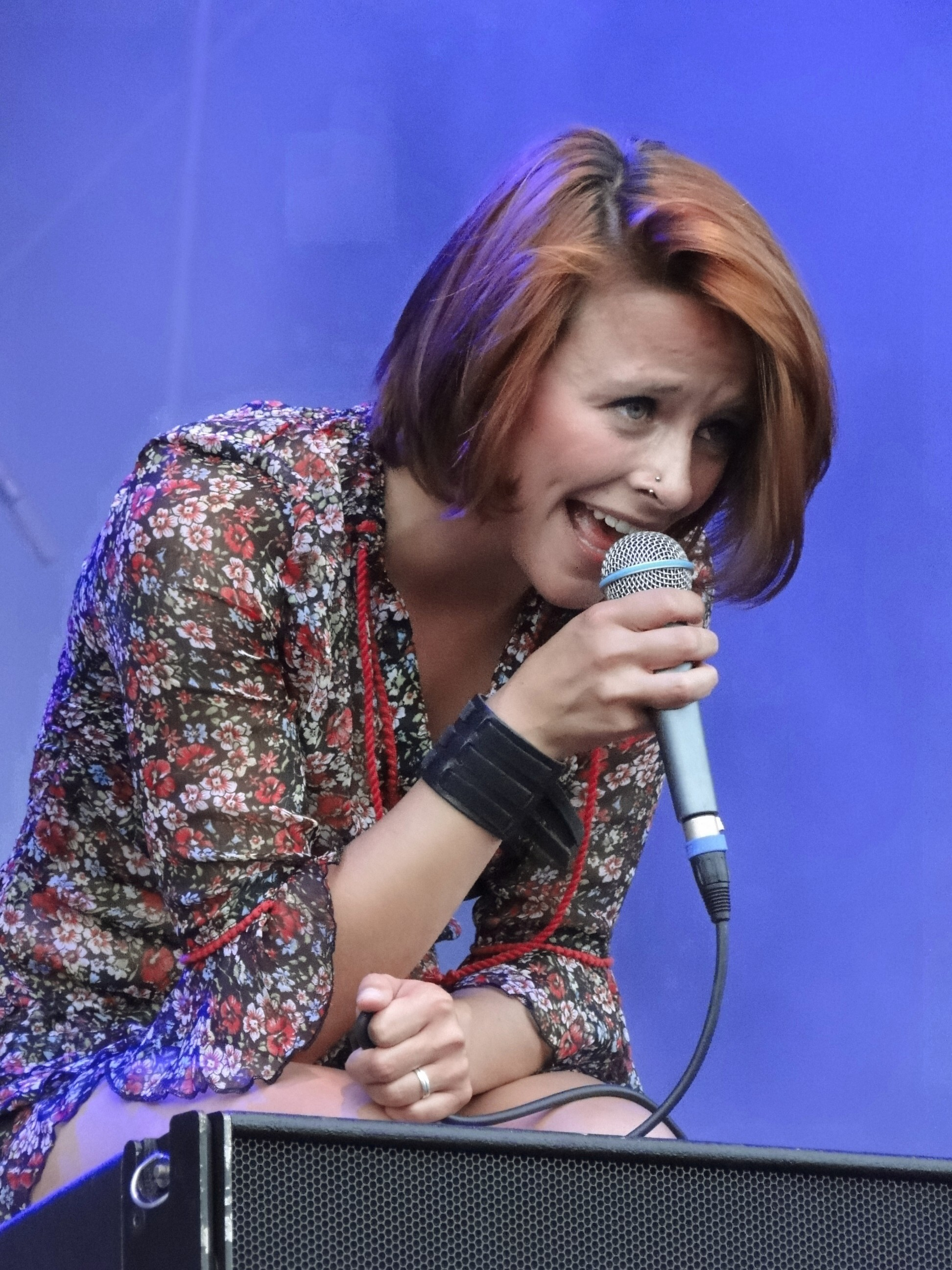
Jenny Böttcher 2012 in Dresden

Das folgende Jahr war von Erfolgen bei Bandwettbewerben mit vier Siegen und zwei Publikumspreisen geprägt, beispielsweise bei „Sachsen rockt“ in Mittweida. Bei einer Veranstaltung des Radiosenders MDR Jump gewann Jenix einen Auftritt beim Highfield-Festival. Im Rahmen der Coca-Cola Soundwave Discovery Tour 2007 reiste die sächsische Band bis nach Thessaloniki und zum Hurricane Festival. Da sie auf der Rückreise aus Griechenland zufällig die Bloodhound Gang kennenlernte, wurde sie als Vorband für Konzerte in Lindau, Rostock und Nürnberg gebucht. Im Dezember durfte Jenix außerdem die H-Blockx auf vier Konzerten in Deutschland und Österreich begleiten.
Das Jahr 2008 sorgte wegen eines ausgebrannten Tourbusses für einen Rückschlag, den Jenix in ihrem bekanntesten Lied „Here We Go Again“ musikalisch verarbeitete. Auch andere erfolgreiche Lieder wie „Breakin'“ oder „Covergirl“ entstanden in dieser Zeit. Auftritte hatte die Band unter anderem beim Projekt Ideensounds, bei der Jugendmesse YOU und bei der VR Stararena in Braunschweig. Anfang 2009 vertrat Jenix die Oberlausitz bei der Grünen Woche in Berlin. Im Frühjahr nahm die Gruppe – unterstützt von H-Blockx-Bassist Stephan „Gudze“ Hinz – Lieder für ihr geplantes Debütalbum auf.
Nach einem Workshop bei der VW Soundfoundation im Februar 2010 begleitete Jenix Silbermond bei den meisten Konzerten auf deren Sommertour. Am 9. Juli erschien außerdem die gemeinsame Benefiz-CD „Silbermond trifft Jenix“ zugunsten der Opfer des Erdbebens in Haiti. Dazu coverten sie jeweils ein Lied der anderen Band als Akustikversion: Jenix wählte „Unendlich“ und Silbermond sang „Here We Go Again“. Bei den Bemühungen um die Produktion des Debütalbums erzielte sie nach Problemen durch die Hochwasser-Katastrophe einen wesentlichen Fortschritt durch die Gründung des eigenen Plattenlabels JNX-Records am 26. Oktober 2010. In den letzten Monaten des Jahres veranstaltete die Zittauer Band ihre erste eigene Clubtour, die am 11. Dezember in der Heimatstadt endete.
Am 4. März 2011 erschien die Single Here We Go Again, die in den Charts auf Platz 95 einstieg. Das ebenfalls auf der CD enthaltene Lied Catch fire wurde als Titelsong für die Internationale Deutsche Motorradmeisterschaft ausgewählt. Am 15. Juli veröffentlichte die Band ihr Debütalbum Kill the Silence, das neben zwölf weiteren Titel die Coverversion von Tom Lüneburgers Picture enthält. Die Tour zum Album begann am 11. Mai in Berlin und führte zunächst durch acht deutsche Städte. Lüneburger trat dabei als Vorband und Duett-Partner auf. Im November und Dezember 2011 wurde die Tour fortgesetzt.
Am 4. Juni 2013 feierte Jenix das zehnjährige Jubiläum der Band mit einem online übertragenen Unplugged-Konzert.
Am 14. Februar 2014 erschien die Single We are so young als erste Auskopplung aus dem neuen Album Circles. Das zweite Album der Band wurde am 7. März veröffentlicht. Am 14. April begann eine Tour durch elf Städte.

## Diskografie
Alben
- Kill the Silence (2011)
- Circles (7. März 2014)

Singles
- Silbermond trifft Jenix (2010)
- Here We Go Again (2011)
- We are so young (14. Februar 2014)